# Nieuwe Kerk (Amsterdam)
Nieuwe Kerk (nizozemski: [ˈniu.ə ˈkɛr(ə)k], Nova crkva) je crkva iz 15. stoljeća u Amsterdamu koja se nalazi na trgu Dam, pored Kraljevske palače. 

## Povijest
Nakon što je Oude Kerk  ("Stara crkva") postala premala za rastuću populaciju grada, biskup Utrechta je dao dozvolu za izgradnju druge župne crkve, Nieuwe Kerk ("Nova crkva"). Gradnja je započela 1380., a završila 1408. Ova nova crkva posvećena je 1409.  Svetoj Mariji i Svetoj Katarini, a prve mise održane su 1410. 
Crkva je stradala u gradskim požarima 1421. i 1452. godine, a 1645. godine gotovo je u potpunosti izgorjela, nakon čega je obnovljena u gotičkom  stilu. Godine 1578. zgrada je postala nizozemska reformirana crkva. Doživjela je veliku obnovu 1892.–1914., kojoj su dodani mnogi neogotički detalji, a ponovno je obnovljena 1959.–1980. Druga obnova pokazala se skupom za nizozemsku reformiranu crkvu, zbog čega je crkva morala biti zatvorena većinu vremena kako bi se uštedjelo na održavanju. Kako bi crkva ostala otvorena, vlasništvo je 1979. preneseno na novoformiranu kulturnu zakladu pod nazivom Nationale Stichting De Nieuwe Kerk. 

## Sadašnjost
Nieuwe Kerk se više ne koristi za mise, već se koristi kao izložbeni prostor. Također se koristi za orguljske recitale. U jednoj od zgrada uz crkvu nalazi se kafić koji ima ulaz u crkvu (u radno vrijeme). Unutar ulaza nalazi se muzejska trgovina koja prodaje razglednice, knjige i darove koji se odnose na crkvu i njezine izložbe.
Crkva se koristi za ceremonije nizozemske kraljevske investiture (prema članku 32. nizozemskog ustava) posljednju onu kralja Willema-Alexandra 2013., kao i kraljevska vjenčanja, posljednje vjenčanje Willema-Alexandra i Máxime 2002. Tu su se također dogodile investiture kraljica Wilhelmine, Juliane i Beatrix. 

## Poznate osobe
Nieuwe Kerk mjesto je ukopa nizozemskih pomorskih heroja, uključujući admirala Michiela de Ruytera,  komodora Jana van Galena i Jana van Speyka. Unatoč tome što je bio rimokatolik, pjesnik i dramatičar Joost van den Vondel također je pokopan u ovoj crkvi.